# Collégiale Saint-Maur d'Hattonchâtel
L'église-collégiale Saint-Maur d'Hattonchâtel est une ancienne collégiale située à Hattonchâtel dans le département de la Meuse en France. Cette église paroissiale de style gothique est agrémentée d'un cloître et flanquée d'une tour de fortification ; elle abrite un retable polychrome de Ligier Richier. L'église et son cloître sont classés au titre des monuments historiques en 1908.

## La collégiale
Résidence des évêques de Verdun depuis le IXe siècle, Hattonchâtel reçoit en 1328 la fondation d'une collégiale par Henri d'Apremont. Elle compte dix chanoines, plus un canonicat pour l'archidiacre de la Rivière, sous la direction du doyen, élu, qui recevait une prébende supplémentaire en tant que curé de la paroisse. Les revenus, modestes dès l'origine, finirent par être insuffisants, et la collégiale fut transférée à Saint-Léopol de Saint-Mihiel en 1707.
L'édifice actuel fut bâti entre la fin du XVe siècle et le début du XVIe siècle. Le chœur en saillie dans le rempart de la cité est attenant à une tour de fortification à laquelle on accède par le bas-côté droit.

## Le cloître
Attenant à l'église, le cloître était constitué de trois galeries dont une fut détruite. La galerie appuyée sur les fortifications du village conserve un étonnant retable attribué à Ligier Richier ou à son atelier.

### Le retable d'Hattonchâtel

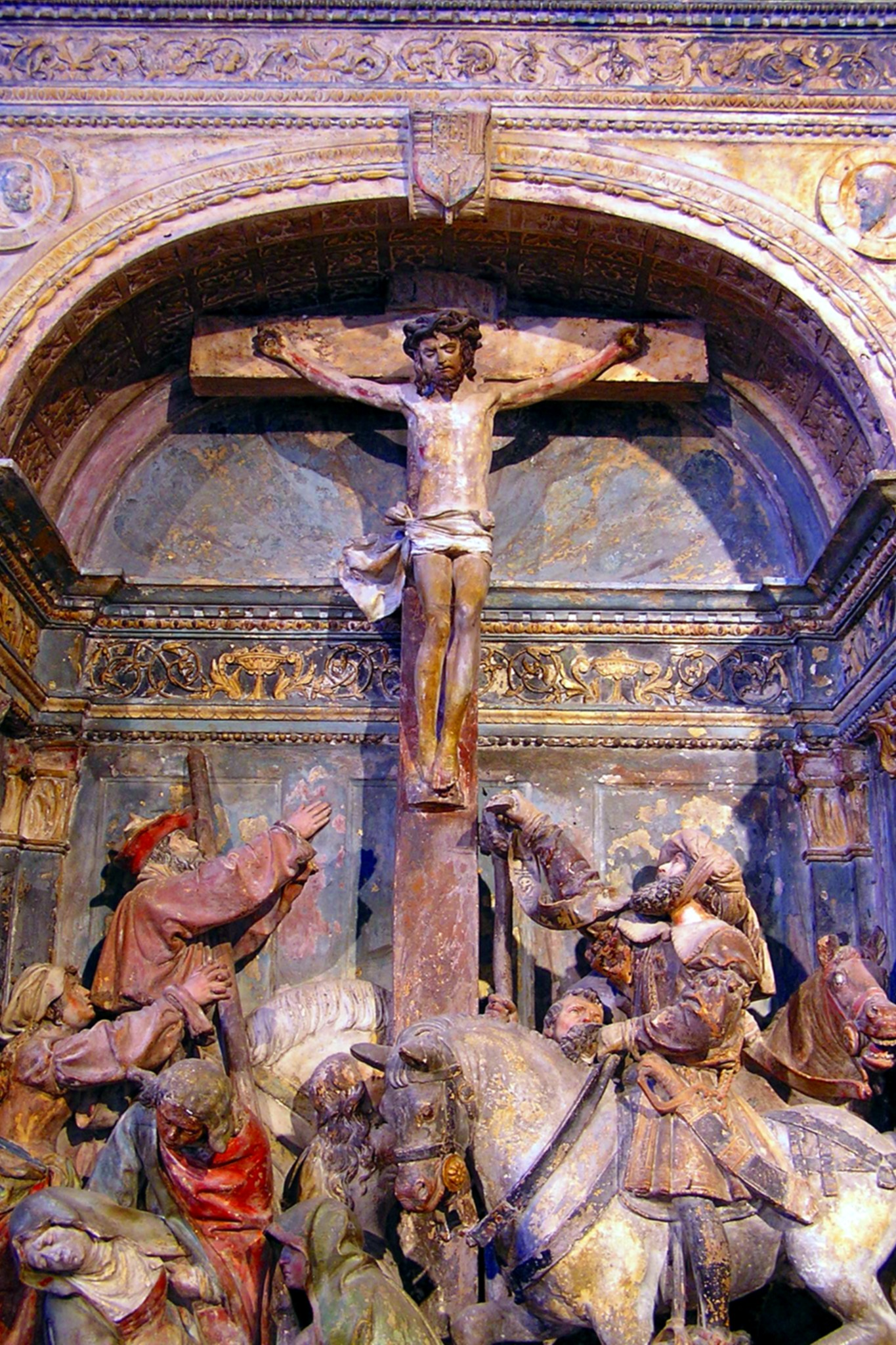
Retable sculpté par Ligier Richier.

Considéré comme une œuvre de jeunesse de Ligier Richier, ce retable Renaissance (1523) en pierre de Meuse sculptée polychrome représente trois épisodes de la Passion du Christ : le portement de la croix, la déposition du corps du Christ et au centre la Crucifixion. C'est un des retables les plus importants de Lorraine par ses dimensions (2,60 mètres sur 1,60 mètre) et par sa célébrité. 
 Durant la Première Guerre mondiale, les Allemands l'ont transporté à Metz, dans la chapelle des Templiers, prétextant vouloir sa conservation.